# Saint-Victor-de-Cessieu
Saint-Victor-de-Cessieu is een gemeente in het Franse departement Isère (regio Auvergne-Rhône-Alpes). De plaats maakt deel uit van het arrondissement La Tour-du-Pin. Saint-Victor-de-Cessieu telde op 1 januari 2022 2.170 inwoners. 

## Geografie
De oppervlakte van Saint-Victor-de-Cessieu bedroeg op 1 januari 2022 12,22 vierkante kilometer; de bevolkingsdichtheid was toen 177,6 inwoners per km².

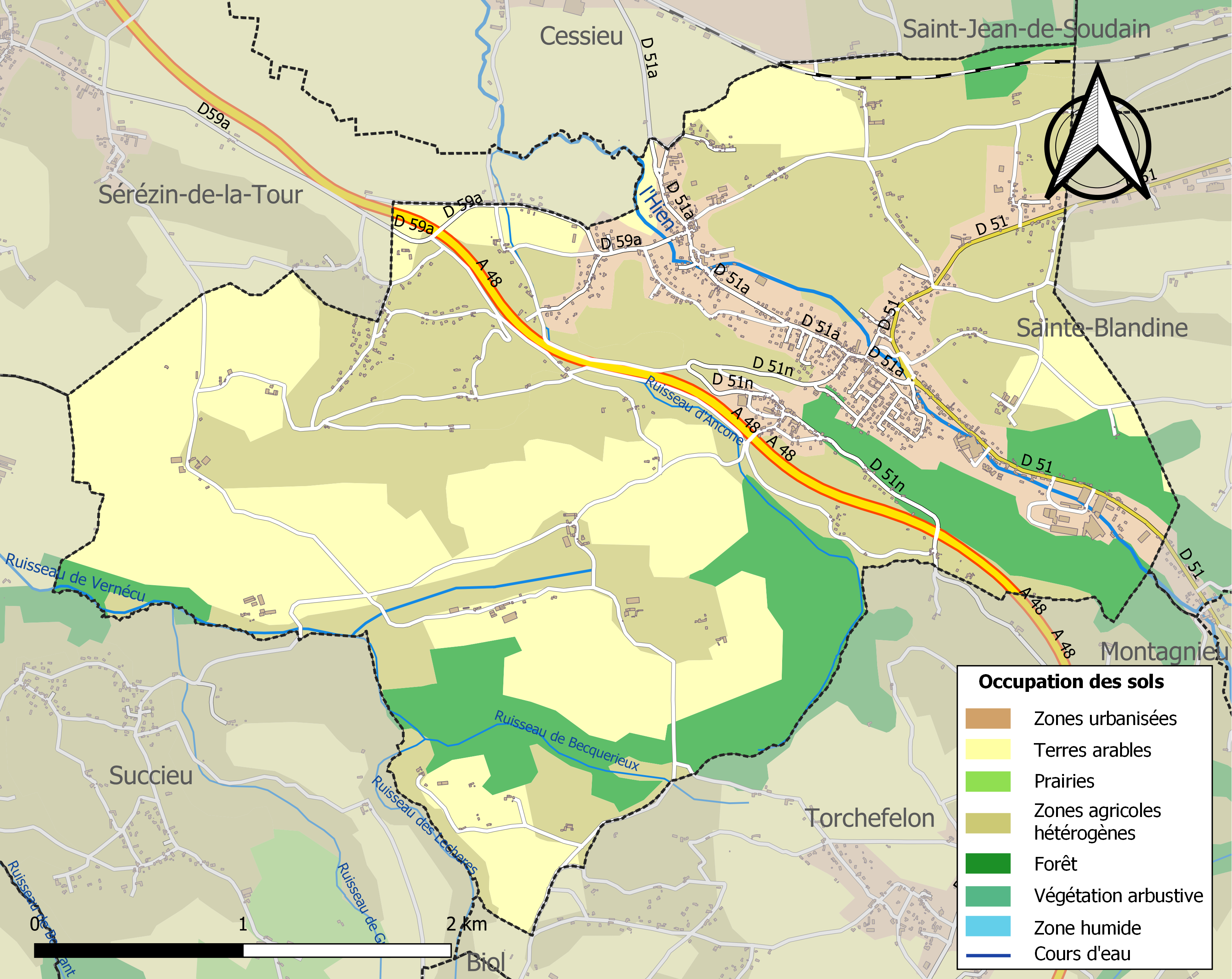
Kaart van de gemeente met de belangrijkste infrastructuur, bodemgebruik en omliggende gemeenten

## Demografie
Onderstaande figuur toont het verloop van het inwonertal (bron: INSEE-tellingen).